# HitFix
HitFix는 미국 로스앤젤레스에 본사를 둔 연예 사이트이다. 2008년 12월 서비스를 시작하였다. 연예 뉴스, 영화 · 드라마의 비평 등을 중점으로 다룬다.

## 같이 보기
- 디 A.V. 클럽